# Imbibizione
L'imbibizione consiste nell'assorbimento in assenza di reazioni chimiche delle molecole d'acqua (o altro liquido) all'interno di materiali porosi o comunque liofili, come il legno e la gelatina, e in senso lato quindi la capacità di questi ultimi di saturarsi in misura più o meno rilevante.

## Meccanismo
L'imbibizione non è un processo chimico ma fisico, e può essere di origine capillare, osmotica o molecolare.
- imbibizione capillare: si ha quando il liquido penetra per capillarità in fori preesistenti, sostituendosi al gas contenuto al loro interno;
- imbibizione osmotica: si verifica quando il materiale è composto da capillari delimitati da barriere semipermeabili (caratteristica tipica di tessuti vegetali e animali), vuoti o ripieni di soluzioni con una diversa concentrazione di quella entrante;
- imbibizione molecolare: propriamente indicata come rigonfiamento, si ha quando le molecole del materiale interagiscono direttamente legandosi in modo debole (forze di London, legame idrogeno) con quelle della soluzione.

## Coefficiente di imbibizione (Ci)
Il Coefficiente di imbibizione (Ci) è il rapporto tra la massa d'acqua trattenuta dal provino portato a saturazione e la massa del provino essiccato. Questo parametro è importante nella valutazione merceologica di molti materiali (per esempio le rocce o i mattoni).

### Metodologia
La determinazione sperimentale del coefficiente di imbibizione dei materiali litici avviene immergendo un campione di roccia in acqua deionizzata a pressione e temperatura ambiente ed attendendone la completa saturazione.

### Importanza pratica
Assieme ad altre caratteristiche fisiche quali durezza, peso specifico, durevolezza o coefficiente di dilatazione termica, il coefficiente di imbibizione viene preso in considerazione per la scelta dei materiali lapidei da utilizzare per le pavimentazioni interne o esterne agli edifici. Il suo valore è minimo nei graniti (per i quali si attesta attorno allo 0,5%) e sale fino al 15% nel caso del tufo; un alto coefficiente di imbibizione è indice di bassa resistenza meccanica di una tipologia di pietre, e viceversa. È anche strettamente correlato alla gelività.

## Potenziale di matrice
La pressione sperimentata dal corpo solido immerso nel liquido imbibente, nota anche come potenziale di matrice, può raggiungere valori molto elevati: si pensa, ad esempio, che i blocchi di pietra usati dagli egiziani per la costruzione della piramidi fossero ricavati dalla roccia introducendo dei cunei di legno in fori praticati a tale scopo; i cunei venivano poi bagnati con acqua e fatti dilatare fino a ottenere il distacco di grosse lastre.